# ヴィルヘルム・オルバース
ハインリヒ・ヴィルヘルム・マティアス・オルバース（Heinrich Wilhelm Matthias Olbers, 1758年10月11日 - 1840年3月2日）は、18〜19世紀ドイツ・ブレーメンの天文学者・医師。
天文台などに属さないアマチュア天文学者であったが、本業の医業のかたわら熱心に観測を行い、19世紀初頭に四大小惑星のうちの2つを発見した。特に彗星に興味を持ち、当時のドイツの彗星観測の権威ともみなされていた。また、かつて宇宙論上の長年の謎であったオルバースのパラドックスに名を残していることでも知られる。
3番目の名マティアスをマテーウス (Matthäus, /maˈtɛː.ʊs/) とする文献もある。通常はヴィルヘルム・オルバースと呼ばれた。カナ書きでの姓はオルベルスとも書かれる。

## 略歴
ヴィルヘルム・オルバースは、ともにルーテル派牧師の家系をもつヨハン・ゲオルク・オルバース (Johann Georg Olbers, 1716–1772) とアンナ・マリア・オルバース（旧姓フォクト） (Anna Maria Vogt, 1728–1798) との間の16人の子の8番目として、1758年10月11日、ブレーメン郊外のアーバーゲン (Arbergen) に生まれた。1760年、父ヨハン・ゲオルクはブレーメンの大聖堂牧師となり、ヴィルヘルムもそこで成長した。
1769年、10歳のときに長く尾を伸ばした大彗星（メシエ彗星、英語版：C/1769 P1）を見たことがきっかけでオルバースは天文学への興味を開花させたが、当時のギムナジウムでは数学・科学がほとんど教えられることなく、天文学について知るために独学でそれらを学ぶしかなかった。
1777年よりゲッティンゲン大学で医学を学び始め、それとともに、物理学者リヒテンベルク、そしてゲッティンゲンの小さな天文台を運用していたケストナー (英語版：Abraham Gotthelf Kästner) から数学・物理学や天文学を学んだ。
1779年には、発見されたばかりの彗星（ボーデ彗星、C/1779 A1）の軌道を計算しようと、病床の友人に付き添うかたわらで計算をすすめ、観測値から放物線軌道を決定する新たな方法を作り出した。翌1780年には、彼自身で独立に彗星を発見した（モンテーニュ＝オルバース彗星、C/1780 U1, 1780 II）。
医学においても、数学の応用の問題に傾注した。1780年の学位論文「変異性眼球について」(De oculi mutittionibus) では、眼球の変形による焦点の変移に眼がどう適応するかを論じていた。
学位取得後はウィーンで研修を行うとともに、夜は天文台で過ごし、発見直後の天王星を追跡するなどした。
1781年、ブレーメンで開業医となった。
医師としてのオルバースは、眼科医としてとともに、メスメリズム（動物磁気療法）に傾倒し、磁気や催眠を利用して疾患を治療できるとして、ブレーメンの他の2人の医師とともに患者を受け入れた。
メスメリズムは、1770年代にウィーンの医師メスマー（メスメル）が提唱したばかりのものだった。後の催眠療法のもとともなったが、その機序や有効性に関して当時から多くの議論を呼び起こしていた。
オルバースはその有効性を認めつつ、特別な力を仮定せずに説明できるようになるだろうと論じた。
オルバースは1785年、ドロテア・エリザベート・ケーネ（Dorothea Elisabeth Köhne, 1767–1786）と結婚したが、翌年、娘マリア・ドロテア（通称ドリス）(Maria Dorothea [Doris] Olbers, 1786–1818) の出産後にドロテア・エリザベートは亡くなった。1789年、アンナ・アーデルハイト・リュアセン (Anna Adelheid Lürssen, 1765–1820) と再婚し、1790年に息子ゲオルク・ハインリヒ (独語版：Georg Heinrich Olbers, 1790–1861) をもうけた。

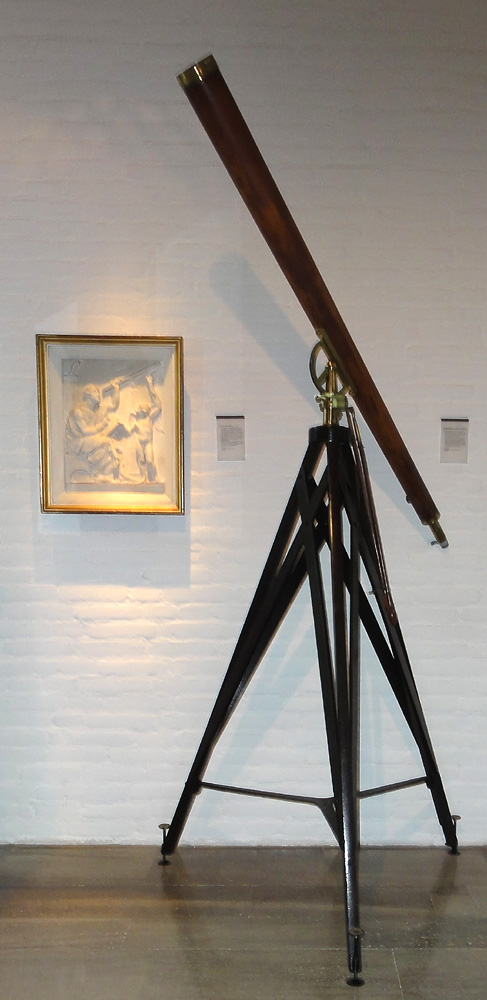
オルバースが愛用していた屈折望遠鏡。ロンドンのジョン・ドロンドの工房で1800年頃制作された。ブレーメン、フォッケ博物館（ブレーメン州立芸術文化史博物館）所蔵。

医師となった当初は多忙となったが、その後、ブレーメン近郊リリエンタール (英語版：Lilienthal) にヨーロッパで最大級の私設天文台リリエンタール天文台を有し、リリエンタールの執政官でもあった天文学者シュレーターと親交を深め、以後長年に渡って協力し合った。
学生時代に編み出していた彗星の放物線軌道の決定法は、それまで用いられていた方法より簡明で、フォン・ツァッハの手引きで1797年になって公刊された。これはオルバースの名声を高め、この方法は以降20世紀まで広く用いられるものとなった。
1799年には、ブレーメン聖ペトリ大聖堂のそば、ザント通り (Sandstraße) にあった自宅上階の2つの大きな出窓を改造して、口径約10センチメートルのドロンド製屈折望遠鏡やシュレーターの反射望遠鏡、六分儀などを備えた観測施設とした。
睡眠時間を削って観測を行い、毎日4時間以上寝ることはなかったという。
このころ、火星と木星の間には未発見の惑星があるとの推測がなされ、熱心で広範な探索が始まっていた。
1801年にシチリアのピアッツィが発見した天体ケレス (Ceres) をオルバースらが再発見した後、自身で1802年に同じ小惑星帯の新天体パラス (Pallas) を、さらに1807年にはベスタ (Vesta) を発見した。
これらは19世紀初頭に相次いで発見された最初の4つの小惑星のうちの2つであり、当時は新たな惑星とみなされた。オルバースはこれらを単一の惑星が破壊されたものではないかとの説を唱えた（後述の#小惑星の発見とオルバースの仮説の節を参照）。
また、6つの彗星を発見した。うち1815年に発見された彗星はおよそ70年の公転周期をもつ周期彗星であり、オルバース彗星 (13P/Olbers) として知られる。
オルバースは一連の小惑星の探索を通じて、シュレーター、フォン・ツァッハのほか、当時20代の青年で、後に天文学者としてだけでなく数学者としても名声を馳せるカール・フリードリヒ・ガウスとも親密な交流を持つことになった。オルバースの観測からガウスが軌道計算を行い、またガウスの予測からオルバースが観測を行うという相互の関係が続いた。
シューマハー、ハーディング、エンケといった同時代のドイツの天文学者とも交流を持ち、特に、1804年、20歳そこそこのフリードリヒ・ヴィルヘルム・ベッセルがハレー彗星の改良された軌道計算結果をオルバースに送ったときには、彼の卓越した数学的才能を見出だし、学術界に紹介するとともに貿易商社の徒弟であった彼にリリエンタール天文台の助手の地位を手配した。
1784年にはブレーメン博物館協会 (Bremer Museumsgesellschaft) の会員に選ばれ、1789年から1831年まで理事を務めた。ここでは天文学や気象などに関する多数の講演を行った（医学に関する講演は1度きりだった）。
1804年には、ロンドンの王立協会フェローにも選出された。
ブレーメンがナポレオンの占領下となった1811年には、ブレーメンの代表としてパリを訪ねた。
1818年、娘ドリスが早世し、1820年には二番目の妻アンナ・アーデルハイトも亡くなった。自身の健康上の理由もあってオルバースはこのとき医者を廃業したが、天文学の研究は継続した。
オルバースは胸部の疾患のため、1840年3月2日、81歳で死去した。
息子ゲオルク・ハインリヒ・オルバースはブレーメンの議員を務めた。
曽孫にあたるヴィルヘルム・オルバース・フォッケ (英語版：Wilhelm Olbers Focke, 1834–1922) はキセニアの概念を提唱した植物学者である。
オルバースが遺した蔵書のコレクションは天文学に関して当時のヨーロッパで最大級のものであった。オルバースの死後、ロシア・サンクトペテルブルク郊外に新設されたプルコヴォ天文台のフォン・シュトルーベに買い取られたが、第二次世界大戦と1997年の放火により大きな損傷を受けた。
オルバースを顕彰し、ブレーメン旧城壁沿いの公園ヴァルアンラーゲン (独語版：Wallanlagen) にはオルバースの記念像があり、現在ブレーメン市の一部となっている生地アーバーゲンにはオルバース通り (Olbersstraße) がある。
オルバースの名は、その功績を称えて、小惑星や月のクレーターにも付けられている。
- (1002) オルバーシア (小惑星)：火星と木星の間の小惑星帯にある小惑星
- オルバース (クレーター)：月の西の周縁、嵐の大洋の西端に位置するクレーター
- オルバース・レジオ：小惑星ベスタにある直径200kmのアルベドが低い地域

## 小惑星の発見とオルバースの仮説

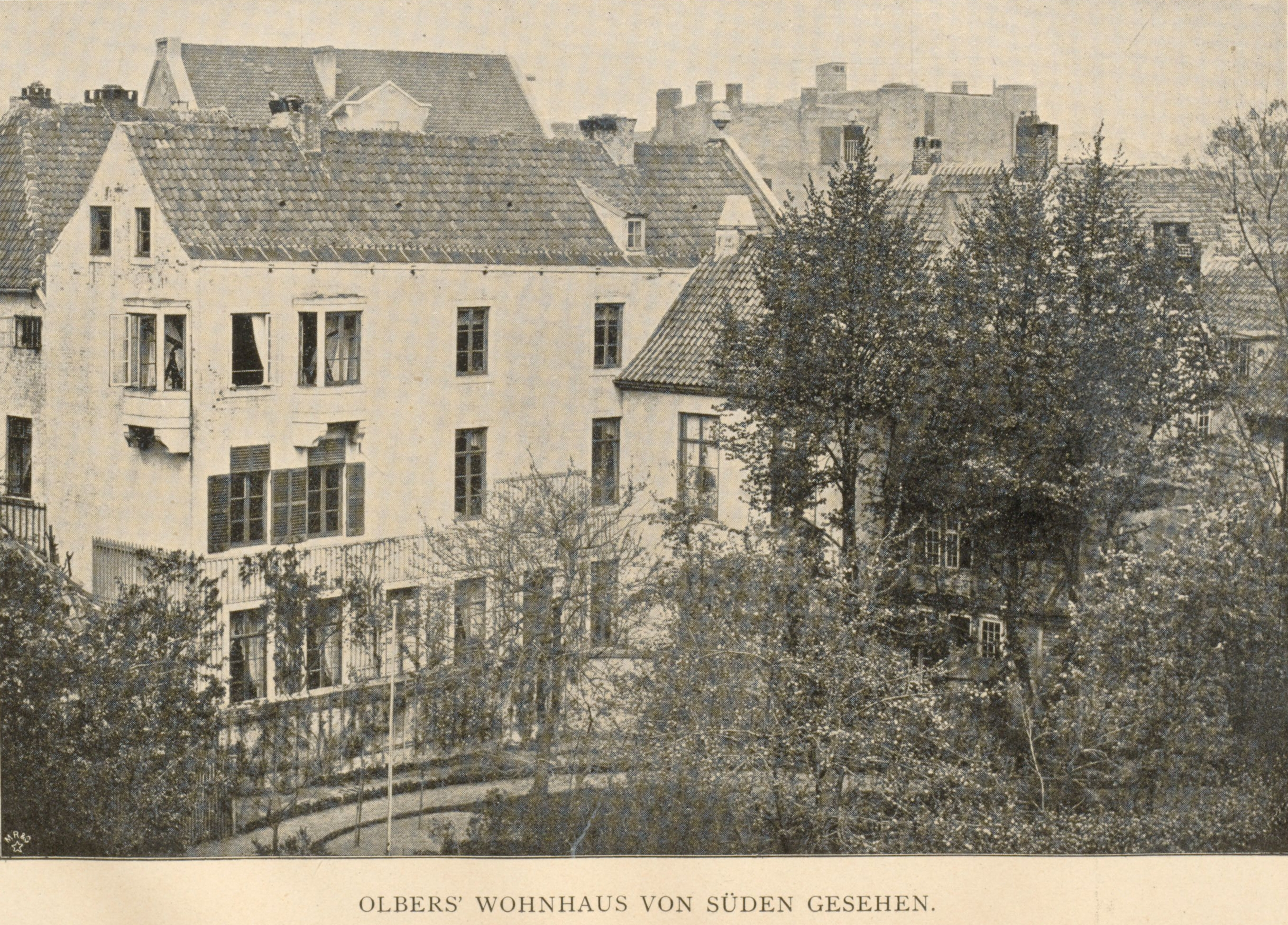
ブレーメン・ザント通り、聖ペトリ大聖堂そばにあったオルバースの住居（現存しない）。1899年撮影。2つの出窓の内側にオルバースが観測を行った望遠鏡が見える。

1781年にウィリアム・ハーシェルによって新たな惑星である天王星が発見され、地球以外の惑星は古代から知られた5つだけではないことが明らかとなった。
特に、19世紀初頭までにはティティウス＝ボーデの法則を論拠として、軌道の開いた火星と木星の間には未発見の惑星があるという推測がなされ、フォン・ツァッハ、シュレーターらによって天空の警察 (独語版：de:Himmelspolizey) と呼ばれた組織的な探索も開始されていた。
これは黄道帯を24の領域に分割し各地の天文台で分担して捜索するという前例のない国際的プロジェクトだった。
オルバースもこの探索プロジェクトにおいて重要な役割を果たした。
はたして、1801年初頭にシチリアのピアッツィが新天体ケレス (小惑星符号: (1) Ceres) を発見した。
ただしこれは惑星探索と別に発見されたもので、当初ピアッツィはそれを彗星と考えた。
しかし、すぐにその動きが円に近い軌道にふさわしいものだと判明した。
短い期間の観測記録からガウスが導いた位置予測を元に、1801年12月になってフォン・ツァッハとオルバースが太陽の反対側を巡ってきたケレスをそれぞれ再発見し、ケレスが4.6年の公転周期で太陽を周回し、予測されていた火星と木星の間の軌道を持つ天体であることが確かめられた。
オルバースらがガウスの軌道計算の手法の正しさを証明したことは、ガウスの名声を高めることとなった。
それからわずか数か月後の1802年3月28日にこのケレスを探索していたオルバースは、偶然にも近くに記録にない星を見出だし、時間とともにそれがわずかに移動していることを確認した。
驚くべきことにガウスによって求められたこの天体の軌道はケレスとよく似ていた。軌道面の傾きと離心率こそ大きかったが、ほぼ同じ軌道長半径を持ち、よって火星と木星の軌道の間をほぼ同じ4.6年で公転していた。
この新たな天体は、パラス ((2) Pallas) と名付けられた。
ケレスとパラスの発見は、単なる新惑星の発見を超えて、太陽系の起源と歴史、そして未来に関する興奮した議論を天文学者たちにもたらした。
オルバースは、すぐさまこれらがかつて存在した中規模サイズの単一の惑星が何からの原因で破壊されたものとの説を提唱した。
ウィリアム・ハーシェルに宛てた手紙の中で、
ケレスとパラスは、一度は火星と木星の間のそれにふさわしい場所に位置していたより大きな惑星の断片の一対か、その一部に過ぎず、〔その惑星の〕大きさは他の惑星とより近く、おそらくは何百万年も前に、彗星の衝突によってか、内的な爆発によって、粉々になったのではないだろうか？
と記している。
オルバースが同様の可能性に触れた手紙に返信して、ガウスは1802年5月18日にこの仮説のもつ重要な含意について注意を向けさせている。
もし惑星が粉砕されることがあるのだという可能性が事実だと確認されたなら、そのとき現れることになる衝撃、精神的な葛藤、不信感、神の摂理に対する擁護と反発とを想像してみてください！ 惑星系が揺るぎない安定性を持つということにあまりに躊躇なく基づいて知識の枠組みを構築している人々は何を言うでしょうか。もし、自分たちは砂上の楼閣を築いてきたのであり、すべてが自然の力の盲目的な偶然の戯れに委ねられているのだと知ったならば！
仮説が正しければ、さらに類似した軌道の天体が多数発見されるものとオルバースは考え、その軌道を推定した。
実際、1804年にはハーディングにより3番目の小惑星ジュノー（ユノー） ((3) Juno) が発見され、オルバース自身も1807年3月29日にベスタ ((4) Vesta) を発見した。ベスタはオルバースがそれまでの3小惑星の軌道が接近すると考えたところから見出だされたものだった。その後、オルバースは1817年頃まで精力的に新天体の探索を続けたが、オルバースによっても他の観測者によっても新たな発見はなかった。19世紀前半のしばらくの間、これら4つの天体が太陽系で新たに発見され加わった惑星とみなされた。
オルバースの死後、1840年代になって5つ目以降の小天体が相次いで発見され、その後、これらの天体を表すのにウィリアム・ハーシェルの提案したアステロイド（asteroid, 小惑星）の名が一般に定着した。
オルバースが提唱した仮想惑星には名前が無かったが、後にファエトン (Phaëthon, Phaeton) とも呼ばれ、SFなどを含め人々の多くの想像力を掻き立ててきた。
ただし現在、小惑星帯の天体の成因は木星による摂動によってそもそも単一の惑星の形成が妨げられたためであるとの見方が有力である。

## オルバースのパラドックス

オルバースのパラドックス。星がどこまでも均等に分布するなら、星の表面の割合は距離によらず、夜空は星の表面で覆い尽くされ暗闇は消え去らなければならないはずである。よって実際の夜空が暗いことには理由の説明が必要となる。類似の議論は17世紀のケプラーから見られたが、この謎を正しく定式化したのはシェゾーだった。

1823年、オルバースは「宇宙空間の透明度について」(Ueber die Durchsichtigkeit des Weltraumes) と題した論考を発表し、夜空が暗く保たれているという誰もが知る事実が十分広大な宇宙において直ちには理論的説明がつかない謎であることを示した。
この謎の提示と解決策は、早世したスイスの天文学者ジャン＝フィリップ・ロイス・ド・シェゾーがその79年前に定量的に提示していたものとほぼ同じものであり、オルバースの発案ではなかったが、現在一般にオルバースのパラドックスの名で知られている。
シェゾーのパラドックスに関する論考は、1743〜44年のクリンケンベルク＝シェゾー彗星 (C/1743 X1) を報告した著作に含まれる8つの付録の1つで展開されていた。
オルバースは自身の論考の中でシェゾーの先行する業績に触れていないが、調査によると、オルバースはこの著作を所有していただけでなく、その本編の彗星の軌道決定にまつわる部分を丹念に分析していた。
ガウスのそれをはじめとして他者の優れた業績について一般には率直かつ公平な賛辞を惜しまなかったオルバースが、シェゾーの業績について言及しなかった理由には議論がある。
シェゾーとオルバースが提示したパラドックスは、宇宙が十分に広くかつ十分に長期間星が輝き続けているとすると、夜空全体が太陽面のようにまばゆい明るさを持たねばならないことを導く。
実際にはそうなっていない理由を両者はともに宇宙空間を進む間に起こる光の吸収に求めていた。
しかし宇宙空間を満たしていると考えられていたエーテルは存在せず、また他の星間物質によるものならば、これは熱平衡状態ではパラドックスの解決をもたらせない。
星の寿命に注目しパラドックスに必要な十分な放射に変わりうる物質が宇宙に不足していることの最初の定量的解釈は、20世紀初頭にケルヴィンが与えた。

## 資料
遺族らによりまとめられた資料集。オルバースの論文やガウスとの間の書簡などが含まれる。
- Schilling, C., ed (1894–1909) (ドイツ語). Wilhelm Olbers, sein Leben und seine Werke. Verlag von Julius Springer.
  - Erster Band. Gesammelte Werke, 1894. (Internet Archive).（第1巻 論文集）
  - Ergänzungsband. Neue Reduktionen, 1899. (Internet Archive).（別冊 新たな要約）
  - Zweiter Band. Briefwechsel zwischen Olbers und Gauss. Erste Abtheilung, 1900. (Internet Archive).（第2巻 オルバースとガウスの間の書簡 第1集）
  - Zweiter Band. Briefwechsel zwischen Olbers und Gauss. Zweite Abtheilung, 1909. (Internet Archive).（第2巻 オルバースとガウスの間の書簡 第2集）